# Grigore Vindereu
Grigore Vindereu (n. 21 ianuarie 1830, Suceava – d. 24 mai 1888, Suceava) a fost un muzician și violonist român de etnie roma din Bucovina, ocupând un loc de seamă datorită contribuției substanțiale ce a avut-o asupra formării artistice a lui Ciprian Porumbescu, în ciuda lipsei documentelor scrise, puținele lor legături artistice atestând faptul concret al fondului folcloric ce sta la baza operei compozitorului.

## Biografie
S-a născut ca fiu al unui fost rob (sclav țigănesc) în 1830 pe un domeniu mănăstiresc de lângă Suceava. În 1851 intră ca discipol la Nicolae Picu, ajungând în 1855 primas (vioara întâi) în taraful acestuia.
După 1868 ajunge vataf (a doua funcție ca rang după staroste) peste toți lăutarii din Suceava. În această perioadă, în timpul anului cânta în oraș, iar verile cânta în stațiunile balneoclimaterice din împrejurimi, aici cunoscându-l pe melomanul boier Leon Goian.
Între anii 1863-1873, compozitorul român Ciprian Porumbescu (1853-1883) a făcut studii la Suceava, intrând în contact cu vestitul taraf al lui Grigore Vindereu, considerat un adevărat "Barbu Lăutaru" al Bucovinei. Grigore Vindereu l-a cunoscut în 1869 pe compozitorul Ciprian Porumbescu, în acea perioadă încă elev al gimnaziului din Suceava. În 1871, de ziua mănăstirii Putna, ce împlinea 400 de ani de la sfințire, conduce împreună cu Ciprian Porumbescu (doi dirijori la două viori) un taraf de 30 de membri în curtea mănăstirii. Aici se nasc o serie de compoziții ale lui Ciprian Porumbescu, inspirate din repertoriul lui Vindereu, dar și o serie de culegeri de versuri, executate pe loc de Vasile Alecsandri (prezent și acesta la manifestație). A murit în 1888.
Grigore Vindereu este înmormântat în Cimitirul Pacea din Suceava, monumentul său funerar (reconstruit de Alex. Bidirel) fiind inclus pe lista monumentelor istorice din județul Suceava din anul 2004, având codul  SV-IV-m-B-05693. La partea de sus a crucii sale funerare se află săpată următoarea inscripție: "I.N.R.I. Aice pausează Grigore Vindereu artist în musică * 21. I. 1830 + 24. V. 1888 Fie-i țĕrna ușóră". La baza crucii a fost amplasată o placă de fontă cu o inscripție aproape identică cu cea săpată mai sus: "Aice pausează Grigore Vindereu artist în musică * 21. Januariu 1830 + 24. Mai 1888. Fie-i țĕrna ușoară."
În prezent, o stradă din municipiul Suceava îi poartă numele.

## Imagini

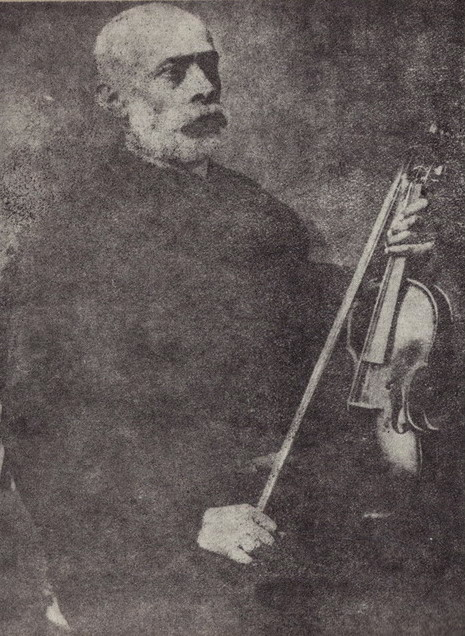
Grigore Vindereu - fotografie de epocă
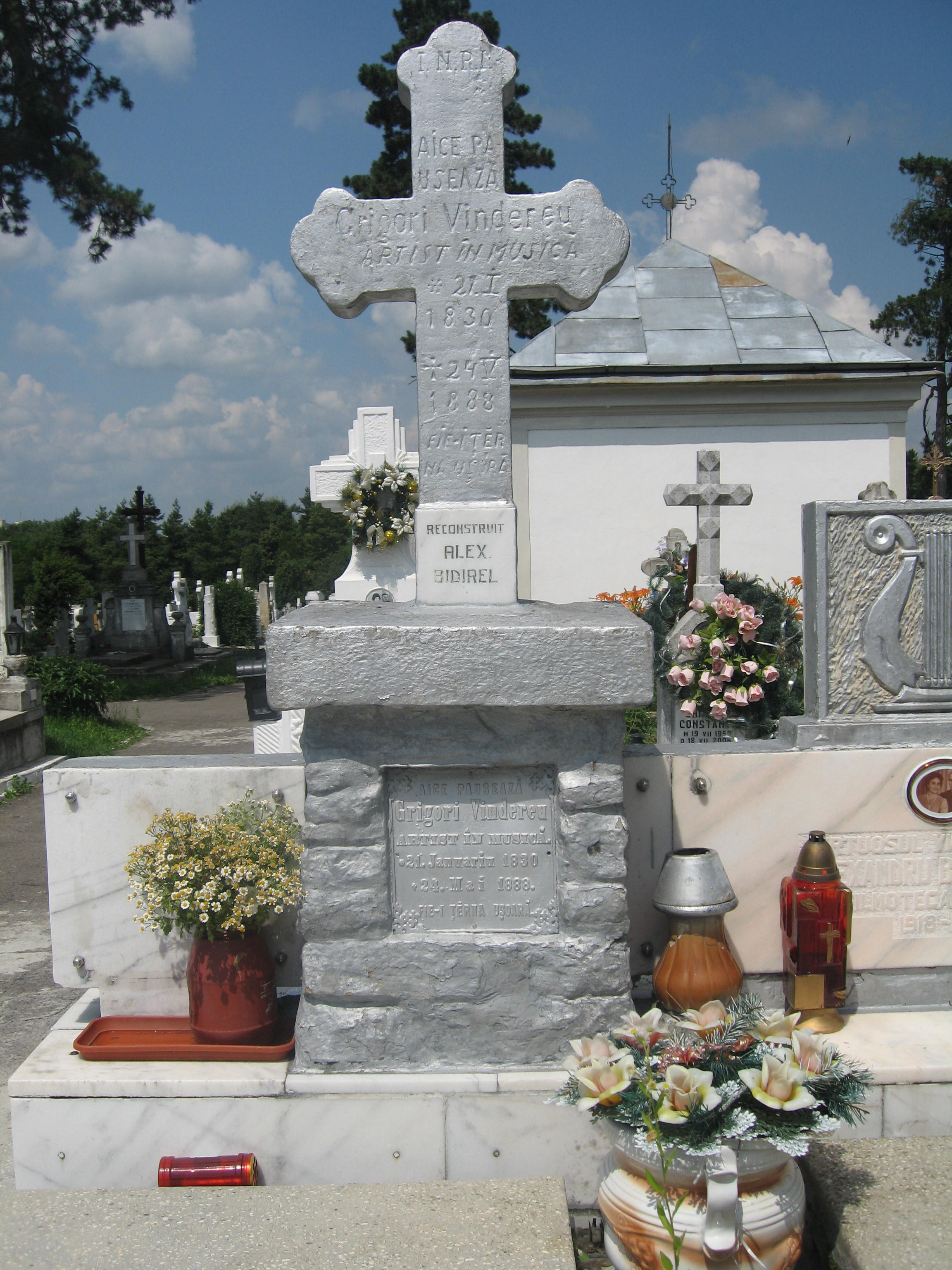
Mormântul lui Grigore Vindereu
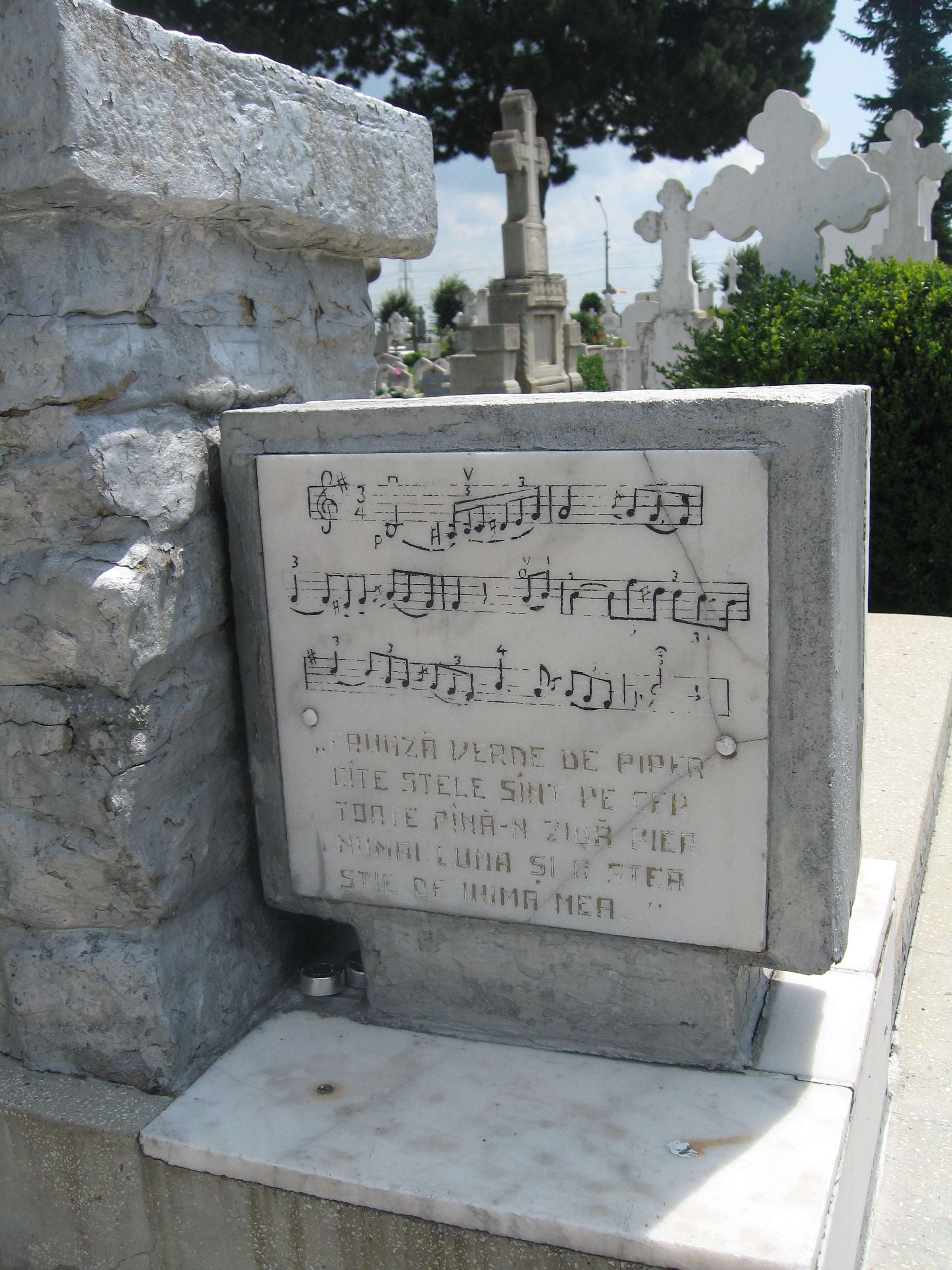
Mormântul lui Grigore Vindereu - placă de pe spatele monumentului